# Ofir Davidadza
Ofir Davidzada (ook Ofir Davidadza) (Hebreeuws: אופיר דוידזאדה) (Beër Sjeva, 5 mei 1991) is een Israëlisch betaald voetballer die doorgaans als linksback speelt. In september 2018 verruilde hij KAA Gent voor het Israëlische Maccabi Tel Aviv, nadat hij er een seizoen op uitleenbasis had gespeeld. Davidzada debuteerde in 2013 in het Israëlisch voetbalelftal.

## Carrière
Davidzada debuteerde als profspeler voor Hapoel Beër Sjeva in februari 2010. In 2016 behaalde hij met deze club de landstitel in Israël.
In augustus 2016 tekende hij een contract tot medio 2020 bij KAA Gent, dat hem overnam van Hapoel Beër Sjeva. In het seizoen 2016/17 kwam hij echter weinig aan spelen toe. Op 20 juni 2017 kondigde Gent aan dat Davidzada voor de duur van één seizoen werd uitgeleend aan Maccabi Tel Aviv. Na het seizoen 2017/18 maakte hij definitief de overstap naar Maccabi Tel Aviv. Hij tekende er in september 2018 een contract voor vier seizoenen.

## Statistieken
| Seizoen         | Club               | Competitie      | Competitie | Competitie | Beker | Beker | Andere | Andere | Internationaal | Internationaal | Totaal | Totaal |
| Seizoen         | Club               | Competitie      | Wed.       | Dlp.       | Wed.  | Dlp.  | Wed.   | Dlp.   | Wed.           | Dlp.           | Wed.   | Dlp.   |
| --------------- | ------------------ | --------------- | ---------- | ---------- | ----- | ----- | ------ | ------ | -------------- | -------------- | ------ | ------ |
| 2009/10         | Hapoel Beër Sjeva  | Ligat Ha'Al     | 11         | 0          | 0     | 0     | 0      | 0      | 0              | 0              | 11     | 0      |
| 2010/11         | Hapoel Beër Sjeva  | Ligat Ha'Al     | 30         | 0          | 0     | 0     | 0      | 0      | 0              | 0              | 30     | 0      |
| 2011/12         | Hapoel Beër Sjeva  | Ligat Ha'Al     | 35         | 1          | 0     | 0     | 0      | 0      | 0              | 0              | 35     | 1      |
| 2012/13         | Hapoel Beër Sjeva  | Ligat Ha'Al     | 31         | 0          | 6     | 0     | 0      | 0      | 0              | 0              | 37     | 0      |
| 2013/14         | Hapoel Beër Sjeva  | Ligat Ha'Al     | 17         | 0          | 0     | 0     | 0      | 0      | 0              | 0              | 17     | 0      |
| 2014/15         | Hapoel Beër Sjeva  | Ligat Ha'Al     | 32         | 0          | 7     | 0     | 0      | 0      | 2              | 0              | 41     | 0      |
| 2015/16         | Hapoel Beër Sjeva  | Ligat Ha'Al     | 29         | 0          | 5     | 0     | 0      | 0      | 2              | 0              | 36     | 0      |
| 2016/17         | Hapoel Beër Sjeva  | Ligat Ha'Al     | 0          | 0          | 0     | 0     | 0      | 0      | 4              | 0              | 4      | 0      |
| 2016/17         | KAA Gent           | Eerste klasse   | 3          | 0          | 1     | 0     | 0      | 0      | 2              | 0              | 6      | 0      |
| 2017/18         | → Maccabi Tel Aviv | Ligat Ha'Al     | 19         | 2          | 2     | 1     | 0      | 0      | 14             | 0              | 35     | 3      |
| 2018/19         | Maccabi Tel Aviv   | Ligat Ha'Al     | 0          | 0          | 0     | 0     | 0      | 0      | 0              | 0              | 0      | 0      |
| Carrière totaal | Carrière totaal    | Carrière totaal | 207        | 3          | 21    | 1     | 0      | 0      | 24             | 0              | 252    | 4      |

## Erelijst
| Kampioen Ligat Ha'Al | 1x | 2015/16 |

## Interlands
| Interlands van Ofir Davidadza voor Israël | Interlands van Ofir Davidadza voor Israël | Interlands van Ofir Davidadza voor Israël | Interlands van Ofir Davidadza voor Israël | Interlands van Ofir Davidadza voor Israël | Interlands van Ofir Davidadza voor Israël | Interlands van Ofir Davidadza voor Israël |
| №                                         | Datum                                     | Wedstrijd                                 | Uitslag                                   | Soort wedstrijd                           | Doelpunten                                | Assists                                   |
| Als speler bij Hapoel Beër Sjeva          | Als speler bij Hapoel Beër Sjeva          | Als speler bij Hapoel Beër Sjeva          | Als speler bij Hapoel Beër Sjeva          | Als speler bij Hapoel Beër Sjeva          | Als speler bij Hapoel Beër Sjeva          | Als speler bij Hapoel Beër Sjeva          |
| ----------------------------------------- | ----------------------------------------- | ----------------------------------------- | ----------------------------------------- | ----------------------------------------- | ----------------------------------------- | ----------------------------------------- |
| 1.                                        | 7 september 2013                          | Israël – Azerbeidzjan                     | 1 – 1                                     | Kwalificatie WK 2014                      | 0                                         | 0                                         |
| 2.                                        | 10 september 2013                         | Rusland – Israël                          | 3 – 1                                     | Kwalificatie WK 2014                      | 0                                         | 1                                         |
| 3.                                        | 15 oktober 2013                           | Israël – Noord-Ierland                    | 1 – 1                                     | Kwalificatie WK 2014                      | 0                                         | 0                                         |
| 4.                                        | 16 november 2014                          | Israël – Bosnië en Herzegovina            | 3 – 0                                     | Kwalificatie EK 2016                      | 0                                         | 0                                         |
| 5.                                        | 31 mei 2016                               | Servië – Israël                           | 3 – 1                                     | Vriendschappelijk                         | 0                                         | 0                                         |
| Als speler bij KAA Gent                   |                                           |                                           |                                           |                                           |                                           |                                           |
| 6.                                        | 5 september 2016                          | Israël – Italië                           | 1 – 3                                     | Kwalificatie WK 2018                      | 0                                         | 0                                         |
| 7.                                        | 6 oktober 2016                            | Macedonië – Israël                        | 1 – 2                                     | Kwalificatie WK 2018                      | 0                                         | 0                                         |

Bijgewerkt op 13 oktober 2016.